# Herbert Paschen (Ökonom)
Herbert Paschen (* 14. Juni 1933 in Hamm) ist ein deutscher Ökonom. Er ist einer der maßgeblichen Wegbereiter der Technikfolgenabschätzung in Deutschland, langjähriger Leiter des Instituts für Technikfolgenabschätzung und Systemanalyse und des Büros für Technikfolgen-Abschätzung beim Deutschen Bundestag sowie Honorarprofessor an der Universität Kassel.

## Leben
Herbert Paschen wurde am 14. Juni 1933 in Hamm in Westfalen geboren, wuchs in Rheydt auf und lebt seit 1953 in Heidelberg. Dort studierte er am Dolmetscherinstitut Englisch und Spanisch und an der Universität Heidelberg Volkswirtschaft. Er promovierte 1968 an der Universität Heidelberg über „Die Messung der Betriebs- und Unternehmenskonzentration“.
Bereits ab 1963 war Paschen an der von Helmut Krauch gegründeten Studiengruppe für Systemforschung (SfS) tätig, deren Geschäftsführer und Leiter des Forschungsbereichs „Planung und Innovation“ er später wurde.
In Reaktion auf die 1972 erfolgte Gründung des US-amerikanischen Office of Technology Assessment führte Paschen 1974 mit Kollegen im Auftrag des Deutschen Bundestages eine Studie zu den Problemen und Methoden der Technikfolgenabschätzung und ihrer Nutzung durch das deutsche Parlament durch. Die Studie wurde 1978 veröffentlicht und gilt als eine der maßgeblichen, frühen Monographien zur Technikfolgenabschätzung in Deutschland.
Der von Paschen geleitete Bereich „Planung und Innovation“ der SfS wurde 1975 in das damalige Kernforschungszentrum Karlsruhe überführt. 1977 wurde daraus die von Paschen geleitete selbständig wissenschaftliche Abteilung für Angewandte Systemanalyse (AFAS), die 1995 zum Institut für Technikfolgenabschätzung und Systemanalyse (ITAS) des Forschungszentrums Karlsruhe aufgewertet wurde. Herbert Paschen war dessen Institutsleiter bis zu seinem altersbedingten Ausscheiden im Jahr 1998. Ebenfalls bis 1998 war er Honorarprofessor am Studiengang Produktdesign der Kunsthochschule Kassel.
1987 wurde Herbert Paschen in die zweite Enquete-Kommission des Deutschen Bundestages berufen, die schließlich zum Beschluss des Deutschen Bundestages von 1989 führte, im Ausschreibungsverfahren eine wissenschaftliche Einrichtung zu beauftragen, für den Deutschen Bundestag Technikfolgenabschätzung durchzuführen. 1990 wurde das Büro für Technikfolgen-Abschätzung beim Deutschen Bundestag etabliert, dessen erster Leiter Herbert Paschen bis Ende 2001 war.

## Werke (Auswahl)
- Die Messung der Betriebs- und Unternehmenskonzentration : Mit einer quantitativen Untersuchung über die Konzentration in der Eisen- und Stahlindustrie der EGKS-Länder. Phil. Fakultät, Dissertation vom 26. Juli 1968, Heidelberg 1968. Veröffentlicht unter dem gleichen Titel: Haufe, Freiburg i. Br. 1969.
- Technology assessment, Technologiefolgenabschätzung : Ziele, methodische und organisatorische Probleme, Anwendungen. Zusammen mit: Gresser, Klaus; Conrad, Felix. Campus, Frankfurt am Main u. New York 1978, ISBN 3-593-32246-3.
- Technikfolgen-Abschätzung zum Raumtransportsystem SÄNGER. Zusammen mit R. Coenen, F. Gloede, G. Sardemann. H. Tangen. Büro für Technikfolgen-Abschätzung beim Deutschen Bundestag, Berlin 1992, TAB-Arbeitsbericht Nr. 14
- Parliaments and Technology. The Development of Technology Assessment in Europe. Hrsg. zusammen mit N. J. Vig. State University of New York Press, Albany 2000, ISBN 978-0-7914-4303-3
- Nanotechnologie : Forschung, Entwicklung, Anwendung. Zusammen mit: Coenen, Chr.; Fleischer, T.; Grünwald, R.; Oertel, D.; Revermann, Chr. Springer, Heidelberg u. a. 2004, ISBN 3-540-21068-7.